# Веселий (Іглінський район)
Весе́лий (рос. Весёлый, башк. Весёлый) — присілок у складі Іглінського району Башкортостану, Росія. Входить до складу Красновосходської сільської ради.
Населення — 12 осіб (2010; 10 в 2002).
Національний склад:
- росіяни — 40 %
- казахи — 40 %